# Defileul Orhei
Defileul Orhei este un monument al naturii de tip geologic sau paleontologic în raionul Orhei, Republica Moldova. Este amplasat la extremitatea de sud-vest a orașului Orhei, în valea râului Răut. Are o suprafață de 100 ha, sau 102,9 ha conform unor măsurări mai recente. Obiectul este administrat de Primăria orașului Orhei.

## Descriere

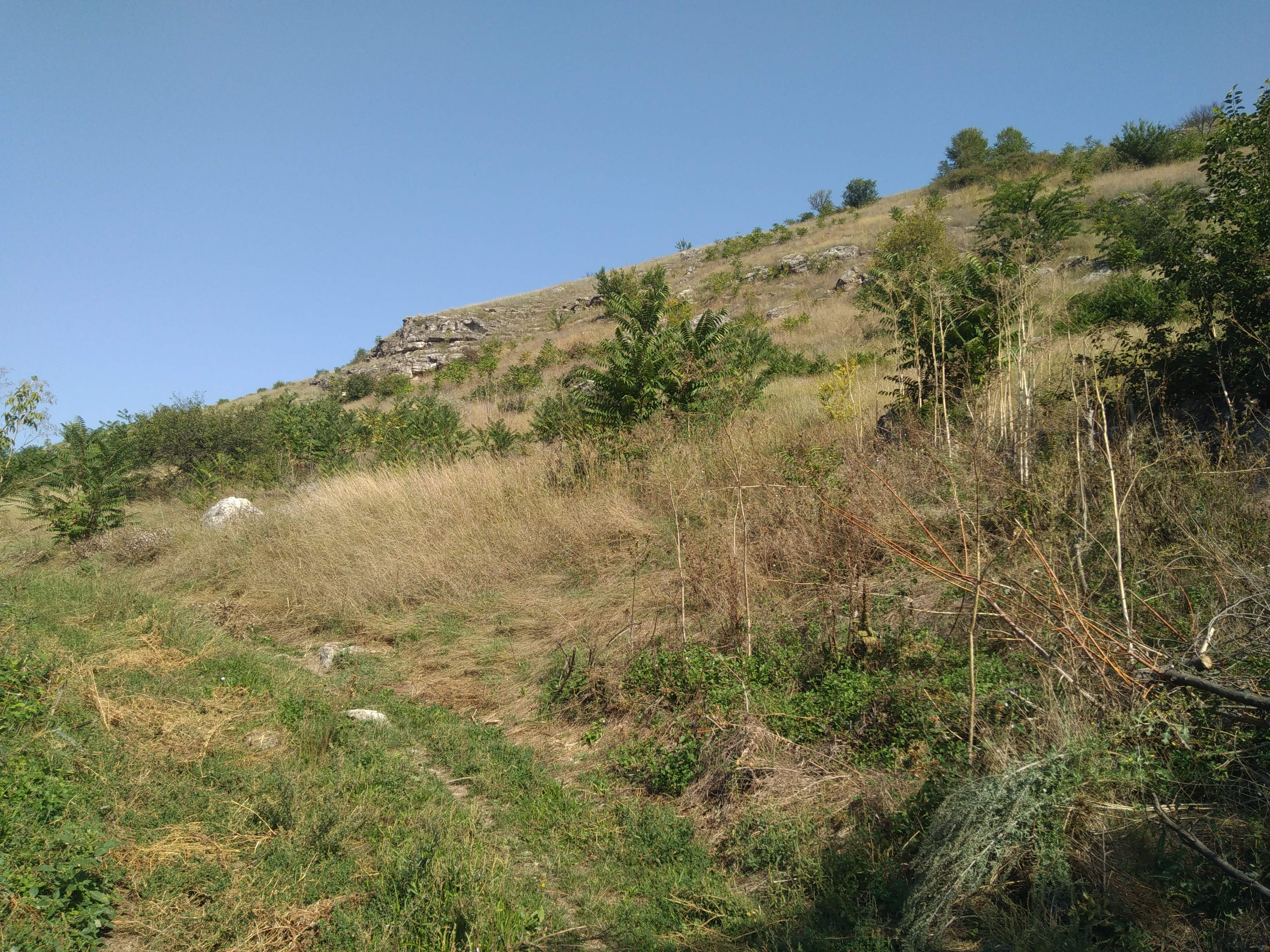
Un versant al defileului

Defileul Orhei este săpat de râul Răut în fâșia recifelor organogene de barieră, constituite din alge calcaroase, colonii de briozoare, cochilii de foraminifere și moluște. În secțiunea geologică a defileului ies în evidență trei pachete de roci, formate în condiții sedimentologice diferite.
Pachetul inferior are o grosime de 5-6 m și este format din calcare cochilifere, detritice și oolitice. Au fost identificate fosile caracteristice depozitelor volhiniene: o specie de moluște bivalve (Ervilia dissita), câteva specii de moluște gasteropode (Melanopsis impressa etc.) și unele specii de foraminifere din familia Peneroplidae (Spirolina litoralis etc.).
Pachetul mijlociu, cu grosimea de cca 20 m, este reprezentat de calcare stratificate, relativ dure, alcătuite din fragmente de cochilii de foraminifere, mai ales Vobicularia novorosica, și de moluște, precum Paphia vitalina, dar și din schelete de briozoare.
Pachetul superior are grosimea de până la 30 m și este alcătuit din calcare preponderent oolitice, cu foraminifere din familia Peneroplidae, moluște gastropode ș.a. Tot aici a fost descoperită specia Telebralia menestrieri.

## Statut de protecție

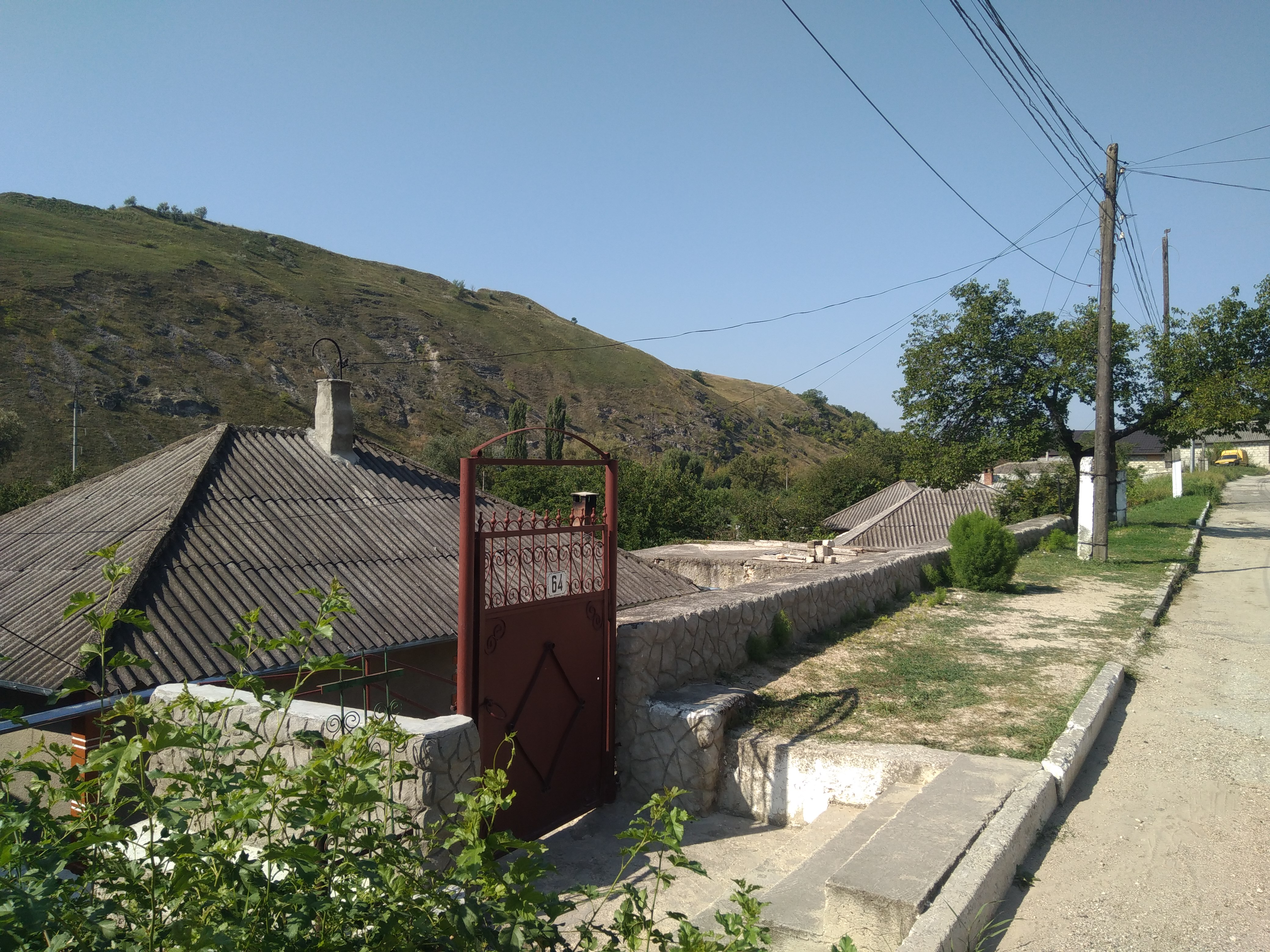
Unele gospodării din Orhei sunt construite la poalele defileului

Obiectivul a fost luat sub protecția statului prin Hotărîrea Sovietului de Miniștri al RSSM din 8 ianuarie 1975 nr. 5, iar statutul de protecție a fost reconfirmat prin Legea nr. 1538 din 25 februarie 1998 privind fondul ariilor naturale protejate de stat. Deținătorul funciar al monumentului natural este Primăria orașului Orhei.
Fiind o formațiune rară a sarmațianului în zona centrală a Moldovei, defileul a fost obiect de studiu al Sesiunii a IV-a paleontologico-litologice consacrate formațiunilor rifogene fosile din Crimeea și Moldova (1966) și al Colocviului al XII-lea European de Micropaleontologie (1971). Aria protejată are valoare instructivă, peisagistică și turistică.
Conform situației din anul 2016, nu era instalat niciun panou informativ și nu era delimitat teritoriul ariei protejate.